# Carex uzenensis
Carex uzenensis là một loài thực vật có hoa trong họ Cói. Loài này được Koidz. mô tả khoa học đầu tiên năm 1916.